# Gijang
Gijang (Hán Việt: Ky Trương) là một huyện trực thuộc thành phố Busan, Hàn Quốc. Huyện này có diện tích 217,9 km², dân số khoảng 177,125 người.

## Phân cấp hành chính
Gijang được chia thành 5 phần: 
- eup (lớn hơn thị trấn):
  - Gijang-eup
  - Jangan-eup
- myeon (thị trấn nông thôn):
  - Cheolma-myeon
  - Ilgwang-myeon
  - Jeonggwan-myeon